# Cabeza del Buey
Cabeza del Buey là một đô thị ở tỉnh Badajoz, cộng đồng tự trị Extremadura, Tây Ban Nha. Theo điều tra dân số 2004 của Viện thống kê Tây Ban Nha (INE), đô thị này có dân số là 5395 người. Diện tích đô thị này là 475,06 ki-lô-mét vuông. Đô thị này nằm ở độ cao 550 m trên mực nước biển.